# Sixty-five Thousand
«Sixty-five Thousand» es un disco sencillo promocional publicado del grupo inglés de música electrónica Erasure, lanzado en 1988.

## Descripción
Sixty-five Thousand fue editado como sencillo promocional en Sudáfrica. Este tema ya había aparecido en el álbum The Innocents.

Esta canción está inspirada -incluso desde su nombre- en el clásico de Glenn Miller Pennsylvania 6-5000.

## Lista de temas
| Sixty-five Thousand 7" (MUT 2009) |                       |              |          |  |
| N.º                               | Título                | Escritor(es) | Duración |  |
| 1.                                | «Sixty-five Thousand» | Clarke/Bell  | 3:40     |  |